# غاليسبورغ
غاليسبورغ (إلينوي) (بالإنجليزية: Galesburg, Illinois)‏ هي مدينة تقع في الولايات المتحدة في إلينوي. يقدر عدد سكانها بـ 32,195 نسمة .

## التركيبة السكانية
حدّد مكتب تعداد الولايات المتحدة بيانات التركيبة السكانية لغاليسبورغ في تعداد الولايات المتحدة. في ما يلي، التركيبة السكانية حسب تعدادي 2000 و2010.

### تعداد عام 2000
بلغ عدد سكان غاليسبورغ 33,706 نسمة بحسب تعداد عام 2000، وبلغ عدد الأسر 13,237 أسرة وعدد العائلات 7,896 عائلة مقيمة في المدينة. في حين سجلت الكثافة السكانية 726.3 نسمة لكل كيلومتر مربع (1,881.1/ميل2). وبلغ عدد الوحدات السكنية 14,133 وحدة بمتوسط كثافة قدره 304.5 لكل كيلومتر مربع (788.7/ميل2).
وتوزع التركيب العرقي للمدينة بنسبة 84.23% من البيض و10.20% من الأمريكيين الأفارقة و0.22% من الأمريكيين الأصليين و1.03% من الأمريكيين ذوي الأصول الآسيوية و0.02% من سكان جزر المحيط الهادئ و2.46% من الأعراق الأخرى و1.84% من عرقين مختلطين أو أكثر و5.01% من الهسبانيون أو اللاتينيون من أي عرق.
بلغ عدد الأسر 13,237 أسرة كانت نسبة 28.9% منها لديها أطفال تحت سن الثامنة عشر تعيش معهم، وبلغت نسبة الأزواج القاطنين مع بعضهم البعض 43.6% من أصل المجموع الكلي للأسر، ونسبة 12.4% من الأسر كان لديها معيلات من الإناث دون وجود شريك،  بينما كانت نسبة 3.6% من الأسر لديها معيلون من الذكور دون وجود شريكة وكانت نسبة 40.3% من غير العائلات. تألفت نسبة 34.6% من أصل جميع الأسر من عدة أفراد يعيشون في نفس المنزل ونسبة 16.1% كانت تتألف من شخص يعيش بمفرده يبلغ من العمر 65 عاماً أو أكثر. وبلغ متوسط حجم الأسرة المعيشية 2.24، أما متوسط حجم العائلات فبلغ 2.87.
بلغ العمر الوسطي للسكان 38.1 عاماً. وكانت نسبة 20.9% من القاطنين تحت سن الثامنة عشر، وكانت نسبة 7.4% بين الثامنة عشر والرابعة والعشرين عاماً، ونسبة 22.9% كانت واقعةً في الفئة العمرية ما بين الخامسة والعشرين والرابعة والأربعين عاماً، ونسبة 20.6% كانت ما بين الخامسة والأربعين والرابعة والستين، ونسبة 16.1% كانت ضمن فئة الخامسة والستين عاماً فما فوق. يوجد لكل 100 أنثى 90.2 ذكر، ويوجد لكل 100 أنثى في الثامنة عشر من عمرها فما فوق 85.2 ذكر.
بلغ متوسط دخل الأسرة في المدينة 31,987 دولارًا، أما متوسط دخل العائلة فبلغ 41,796 دولارًا. وكان متوسط دخل الذكور 31,698 دولارًا مقابل 21,388 دولارًا للإناث. وسجل دخل الفرد الخاص بالمدينة 17,214 دولارًا. وكانت نسبة 10.7% من العائلات ونسبة 14.7% من السكان تحت خط الفقر، وكان من هؤلاء نسبة 23.9% تحت سن الثامنة عشر ونسبة 6.3% في الخامسة والستين من العمر وما فوق.

### تعداد عام 2010
بلغ عدد سكان غاليسبورغ 32,195 نسمة بحسب تعداد عام 2010، وبلغ عدد الأسر 13,008 أسرة وعدد العائلات 7,236 عائلة مقيمة في المدينة. في حين سجلت الكثافة السكانية 693.7 نسمة لكل كيلومتر مربع (1,796.7/ميل2). وبلغ عدد الوحدات السكنية 14,280 وحدة بمتوسط كثافة قدره 307.7 لكل كيلومتر مربع (796.9/ميل2).
وتوزع التركيب العرقي للمدينة بنسبة 81.13% من البيض و11.49% من الأمريكيين الأفارقة و0.25% من الأمريكيين الأصليين و0.90% من الأمريكيين ذوي الأصول الآسيوية و0.03% من سكان جزر المحيط الهادئ و2.94% من الأعراق الأخرى و3.26% من عرقين مختلطين أو أكثر و6.95% من الهسبانيون أو اللاتينيون من أي عرق.
بلغ عدد الأسر 13,008 أسرة كانت نسبة 26% منها لديها أطفال تحت سن الثامنة عشر تعيش معهم، وبلغت نسبة الأزواج القاطنين مع بعضهم البعض 37.3% من أصل المجموع الكلي للأسر، ونسبة 14% من الأسر كان لديها معيلات من الإناث دون وجود شريك،  بينما كانت نسبة 4.3% من الأسر لديها معيلون من الذكور دون وجود شريكة وكانت نسبة 44.4% من غير العائلات. تألفت نسبة 37.9% من أصل جميع الأسر من عدة أفراد يعيشون في نفس المنزل ونسبة 16.7% كانت تتألف من شخص يعيش بمفرده يبلغ من العمر 65 عاماً أو أكثر. وبلغ متوسط حجم الأسرة المعيشية 2.19، أما متوسط حجم العائلات فبلغ 2.86.
بلغ العمر الوسطي للسكان 39.7 عاماً. وكانت نسبة 19.7% من القاطنين تحت سن الثامنة عشر، وكانت نسبة 12.4% بين الثامنة عشر والرابعة والعشرين عاماً، ونسبة 24% كانت واقعةً في الفئة العمرية ما بين الخامسة والعشرين والرابعة والأربعين عاماً، ونسبة 25.8% كانت ما بين الخامسة والأربعين والرابعة والستين، ونسبة 18.1% كانت ضمن فئة الخامسة والستين عاماً فما فوق. وتوزع التركيب الجنسي للسكان بنسبة 50.5% ذكور و49.5% إناث.

## أعلام
- ألسويرث هانتينغتون
- ألفرد إم. كرايغ
- كارل ساندبيرغ
- دوروثيا تانينغ
- تود هاميلتون
- جورج واشنطن غيل فيريس الابن
- سالي أونيل
- جاي آرثر بيرد